# Rezerwat przyrody Czapliniec koło Gołębia
Czapliniec koło Gołębia – faunistyczny rezerwat przyrody znajdujący się na terenie gminy Puławy, w powiecie puławskim, w województwie lubelskim.
- powierzchnia (dane nadesłane z nadleśnictwa) – 19,04 ha
- rok utworzenia – 1987
- dokument powołujący – Zarządzenie Ministra Ochrony Środowiska i Zasobów Naturalnych z dnia 18 lutego 1987 roku w sprawie uznania za rezerwaty przyrody (MP nr 7, poz. 54).
- przedmiot ochrony (według aktu powołującego) – zachowanie stanowiska lęgowego czapli siwej.